# بيانكا كاستانيو
بيانكا كاستانيو بيريرا (بالبرتغالية: Bianca Castanho Pereira‏) هي ممثلة برازيلية ولدت في يوم 25 يناير 1979 في مدينة سانتا ماريا ريو غراندي دو سول في البرازيل ، مثلت دور فلوريندا في مسلسل جوليانا في سنة 1999.

## روابط خارجية
- بيانكا كاستانيو على موقع IMDb (الإنجليزية)
- بيانكا كاستانيو على موقع قاعدة بيانات الفيلم (الإنجليزية)
- بيانكا كاستانيو على موقع كينوبويسك (الروسية)